# Feuerwehr Bielefeld
Die Feuerwehr Bielefeld gliedert sich in die Berufsfeuerwehr, den Rettungsdienst, die Freiwillige Feuerwehr und den Feuerwehr-Musikzug. Im März 1860 gegründeten vier Feuerwehrmänner eine Turnerfeuerwehr, die Freiwillige Feuerwehr Bielefeld feierte 2010 daher ihr 150-jähriges Bestehen. Die Gründung der Berufsfeuerwehr erfolgte im Jahr 1899. Die mehr als 300 hauptamtlichen und rund 850 freiwilligen Feuerwehrleute versehen ihren Dienst in vier Wachen der Berufsfeuerwehr und 28 Löschabteilungen der Freiwilligen Feuerwehren.
Die Feuerwehr Bielefeld wird unterstützt durch die fünf in der Stadt befindlichen Betriebsfeuerwehren mit rund 100 nebenberuflichen Einsatzkräften.
Der Leiter der Feuerwehr ist Gordon Majewski, sein Vorgänger war Hans-Dieter Mühlenweg.

## Struktur
Der Berufsfeuerwehr und der Freiwilligen Feuerwehr steht der Leiter des Feuerwehramtes Bielefeld vor.
Die Berufsfeuerwehr gliedert sich in die Bereiche Allgemeine Verwaltung, Zivil- und Katastrophenschutz, Einsatz, Technik und Vorbeugender Brandschutz und Ausbildung.
Die Freiwillige Feuerwehr teilt sich in drei Brandschutzbezirke, denen jeweils ein Bezirkssprecher und ein Stellvertreter vorstehen, sowie die Abteilung Jugendfeuerwehr. Die Interessen der ehrenamtlichen Angehörigen werden durch den Gesamtsprecher gegenüber der Amtsleitung vertreten.

## Rettungsdienst

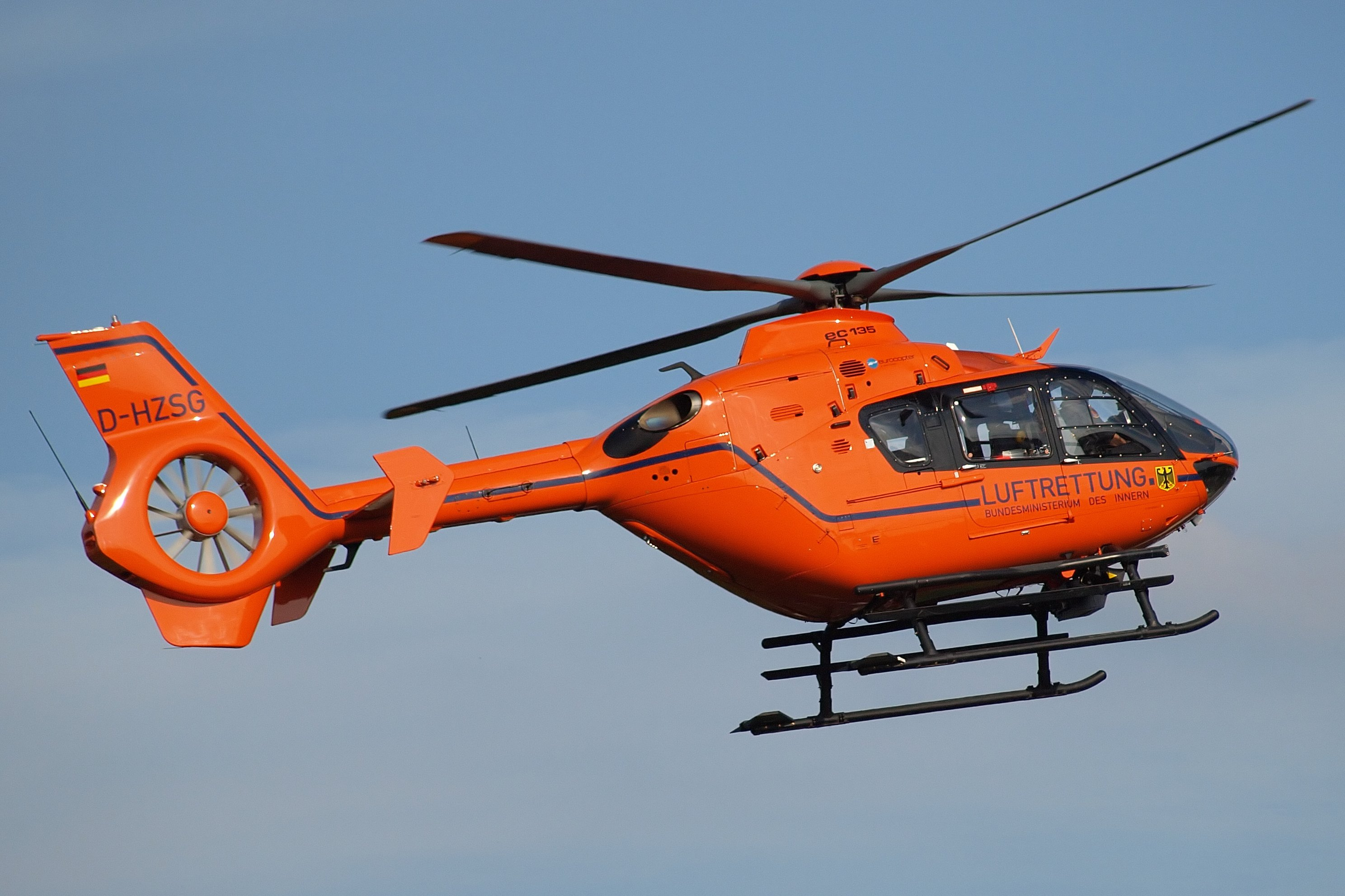
Rettungshubschrauber Christoph 13 bei einem Einsatzflug

Im Rettungsdienst der Stadt Bielefeld betreibt die Berufsfeuerwehr im Regelbetrieb bis zu elf Rettungswagen, die auf der Hauptwache am Stadtholz (vier Fahrzeuge), auf der Feuerwache West (drei Fahrzeuge), der Feuerwache Nord (zwei Fahrzeuge) und auf der Feuerwache Süd (zwei Fahrzeuge) stationiert sind. Daneben wird auf der Hauptwache ein spezielles Kinderintensivmobil (KIM) von der BF betrieben. Im Bereich des Notarztdienstes besetzt die Berufsfeuerwehr im Regelbetrieb zwei Notarzteinsatzfahrzeuge (NEF) und den Rettungshubschrauber Christoph 13. Darüber hinaus besteht bei Bedarf jederzeit die Möglichkeit ein weiteres NEF zu besetzen.
Die Koordination aller Rettungsdiensteinsätze erfolgt über die Leitstelle der Feuerwehr Bielefeld. Der Ärztliche Leiter Rettungsdienst ist ebenfalls organisatorisch dem Feuerwehramt zugeordnet.
Neben der Berufsfeuerwehr übernehmen seit 1994 auch das Deutsche Rote Kreuz, die Johanniter-Unfall-Hilfe und Arbeiter-Samariter-Bund Rettungseinsätze. Seit dem Jahr 2002 sind diese Hilfsorganisationen zu der ASB DRK JUH Rettungsdienst Bielefeld gGmbH zusammengeschlossen und im Rettungsdienst der Stadt Bielefeld täglich mit vier Rettungswagen (RTW), einem Notarzteinsatzfahrzeug (NEF) sowie bis zu zehn Krankentransportwagen (KTW) an insgesamt fünf Standorten eingebunden. Bei Bedarf können weitere RTW, KTW, NEF und ein Gerätewagen Rettungsdienst (GW Rett) besetzt werden. 
Die Intensivtransporte werden mittlerweile überwiegend von der Berufsfeuerwehr mit einem eigenen, eigens hierfür konzipierten Fahrzeug und besonders geschulten Berufsfeuerwehrbeamten und tariflich Beschäftigten durchgeführt.
Zusätzlich existiert das private Unternehmen Biekra (Bielefelder Krankentransporte) und seine Schwestergesellschaft Unfall Rettung Krankentransporte Haupt, die mit einem Rettungswagen im 24-Stunden-Dienst und zwei Rettungswagen im Tagdienst den öffentlichen Rettungsdienst der Stadt an zwei Standorten unterstützen.
In Bielefeld wurden im Jahr 2010 knapp 38.000 Rettungseinsätze durchgeführt, im Jahr 2013 waren es knapp 44.000. Im Stadtgebiet Bielefeld befinden sich somit insgesamt 15 Rettungswachen, davon sind fünf NEF- bzw. RTH-Standorte.

## Feuer- und Rettungswachen der Berufsfeuerwehr
Die Berufsfeuerwehr der Stadt Bielefeld verfügt zurzeit über vier Wachen im gesamten Stadtgebiet. Eine fünfte Wache ist im Bereich Sieker an der Detmolder Straße geplant (Stand 2024).

### Hauptwache

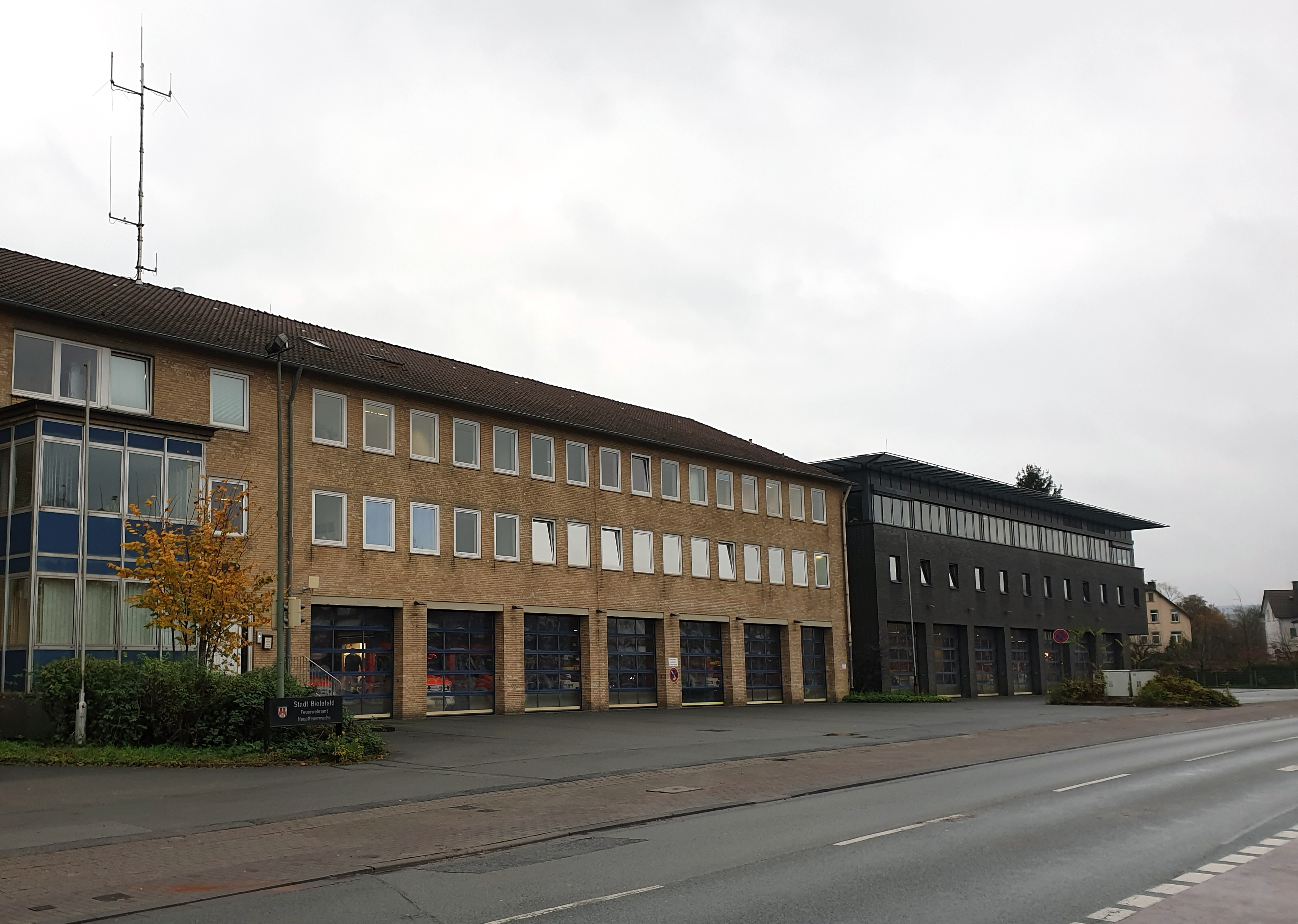
Hauptfeuerwache Bielefeld

Die Hauptfeuerwache ist Sitz der Leitstelle, der Verwaltung und der Werkstätten. Sie befindet sich im Stadtbezirk Mitte in der Straße Am Stadtholz. Der Wache angegliedert ist das Feuerwehr-Museum Bielefeld, das Exponate aus 100 Jahren Feuerwehr- und Technikgeschichte zeigt.
In den acht Notrufleitungen der Leitstelle gehen jährlich rund 45.000 Hilferufe ein. Darunter sind z. B. 1.500 Brandmeldungen, 29.000 Rettungsrufe und 10.000 Krankentransportanfragen ein. Ein spezieller Ampelrechner bei den Stadtwerken Bielefeld soll die Einsatzfahrten beschleunigen und sicherer machen.
Auf dieser Wache werden ständig ein Einsatzleitwagen (ELW 1), zwei Hilfeleistungslöschgruppenfahrzeuge (HLF 20/16), eine Drehleiter (DLA(K) 23-12 GL), ein Rüstwagen (RW 2) sowie diverse Sonderfahrzeuge besetzt. Zu diesen Sonderfahrzeugen zählen u. a. das umfangreiche Wechselladersystem, ein Tanklöschfahrzeug (TLF 4000) sowie mehrere Gerätewagen und Logistikfahrzeuge.
Im Rettungsdienstbereich werden mehrere RTW, ein Kinderintensivmobil sowie ein NEF (Außenstandort Krankenhaus Mitte) vorgehalten.
Weiterhin sind verschiedenste Reserve-Fahrzeuge, die als Ausfall-Reserve sowie zur Ausbildung dienen, an dieser Wache stationiert.

### Feuerwache West
Im Stadtteil Gellershagen befindet sich die Feuer- und Rettungswache West. Hier versehen für gewöhnlich zehn Feuerwehrleute auf dem Löschzug ihren Dienst. Zusätzlich stehen fünf Fachkräfte für den Rettungsdienst zur Verfügung. Diese besetzen unter anderem ein HLF 20, eine DLA(K) 23/12 GL, ein ELW 1, zwei RTW, ein NEF sowie andere Fahrzeuge. Die Feuerwache West ist auch Ausbildungswache der Feuerwehr Bielefeld. Ein Großteil der Lehrgänge für die Freiwillige Feuerwehr Bielefeld sowie der Grundlehrgang für Kräfte der Berufsfeuerwehr findet hier statt.
Außerdem befindet sich eine Atemschutzübungsanlage im Untergeschoss der Feuerwache.
Seit dem Jahr 2024 befindet sich auf der Wache West ein NEF im 24-Stunden-Dienst.

### Feuerwache Süd
Für die südlichen Stadtbezirke ist die Feuer- und Rettungswache Süd zuständig. Nach den Renovierungsmaßnahmen im Jahr 2021 verfügt die Wache Süd über einen neuen Ausbildungsraum sowie über einen neuen Fitnessraum. Die vorhandene Infrastruktur der Wache wird ebenfalls komplett überholt. Im Einsatzdienst befinden sich für gewöhnlich zehn Feuerwehrleute auf dem Löschzug und zwei Notfallsanitäter sowie zwei Rettungssanitäter für den Rettungsdienst. Es stehen ein Einsatzleitwagen (ELW 1), ein HLF 20, eine DLA(K) 23/12 GL, ein Kleineinsatzfahrzeug (KEF) und diverse andere Fahrzeuge auf der Wache bereit.
Seit dem 1. Oktober 2019 stellt die Wache Süd auch das Personal für die neue Rettungswache 21 im Bielefelder Stadtteil Sennestadt.
Seit dem 1. Januar 2022 stellt die Wache Süd auch einen B-Dienst primär für den Brandschutzbezirk Süd; dieser ist eine der ersten Umsetzungen aus dem Brandschutzbedarfsplan 2021 der Stadt Bielefeld. Zu den weiteren Maßnahmen der Verstärkung und Dezentralisierung des Einsatzdienstes gehört die Verteilung der drei Führungsdienste A-Dienst, B-Dienst, Organisatorischer Leiter Rettungsdienst (OrgL RD) von der Hauptwache auf drei Standorte.

### Feuerwache Nord
Die Feuerwache Nord im nördlichen Stadtbereich an der Herforder Straße hat ihren Dienstbetrieb am 16. November 2009 aufgenommen. Hier verrichten zehn Feuerwehrleute im Löschzug und vier Fachkräfte im Rettungsdienst ihren Dienst. Es werden ein HLF 20, eine DLA(K) 23/12, ein Kleineinsatzfahrzeug (KEF) und zwei RTW ständig besetzt. Zusätzlich sind die Feuerlöscherwerkstatt und die Hauptatemschutzwerkstatt in diese Feuerwache integriert worden.

### Feuerwache Ost
Die Feuerwache Ost ist mit einem Standort an der Detmolder Straße geplant (Stand: Brandschutzbedarfsplan 2021).

## Löschabteilungen der Freiwilligen Feuerwehr

### Brandschutzbezirk West
Die Löschabteilung Gellershagen wurde 1903 gegründet und ist für die Stadtteile Gellershagen und Sudbrack verantwortlich, wozu auch das Universitätsgelände gehört. Die 25 aktiven Mitglieder rücken jährlich zu etwa 70 Einsätzen aus und stellen auch die Brandsicherheitswachen auf der Schüco-Arena sowie im Stadttheater. Ferner wird eine Bereitschaft auf der Hauptfeuerwache bei Großschadensereignissen gestellt.
Fahrzeuge: LF 20, MTF
Die Löschabteilung Babenhausen verfügt über drei Fahrzeuge. Neben durchschnittlich 20 Einsätzen jährlich übernehmen die derzeit 23 Mitglieder auch den Brandsicherheitsdienst in der Rudolf-Oetker-Halle.
Fahrzeuge: TLF 16/25, LF 20 KatS, MTF
Im Jahr 1881 wurde die Löschabteilung Großdornberg im damaligen Amt Dornberg gegründet.
Heute betreuen 35 Mitglieder rund 50 Einsätze unter anderem auf dem Universitätsgelände. Dafür stehen ihnen fünf Einsatzfahrzeuge zur Verfügung.
Fahrzeuge: HLF 16/12, LF 20 KatS. (MAN-TGM,Ziegler-2016), SW 2000, TLF 2000, MTF. Nebenbei ist die Abteilung in der Brandschutzerziehung tätig. Sie absolviert Brandsicherheitswachen in der Oetkerhalle Bielefeld.
Das neue Feuerwehrhaus wurde Mitte 2014 offiziell eröffnet, damit das Fahrzeug aus der geschlossenen Abteilung Kirchdornberg umgestellt werden konnte, und der Brandschutz in Kirchdornberg sichergestellt ist.
Des Weiteren ist die Jugendfeuerwehr West-Hoberge im Feuerwehrhaus der LA Großdornberg stationiert mit einem LF 16 (altes Fahrzeug der LA West).
Für die 16.000 Einwohner im Stadtteil Jöllenbeck ist die Löschabteilung Jöllenbeck zuständig. Die Feuerwehr hat heute 35 Mitglieder, die jährlich zu etwa 40 Einsätzen gerufen werden. Die LA Jöllenbeck stellt zusätzlich den Verpflegungszug der Feuerwehr Bielefeld dar.
Fahrzeuge: HLF 10, LF 20 KatS. (MAN-TGM,Ziegler-2016), MTF, GW-Küche, 2 Stück FKH (Feldkochherd), 1 FwA-Verpflegung (Feuerwehranhänger Verpflegung)
Die Löschabteilung Niederdornberg-Deppendorf bestreitet ihre jährlich rund 15 Brand- und Hilfseinsätze mit drei Fahrzeugen. Gegründet wurde der Löschzug 1895.
Fahrzeuge: LF 10, MTF
Im Stadtteil Theesen ist die mit einem Fahrzeug und 30 Mitglieder starke kleinere Löschabteilung Theesen zuständig.
Fahrzeug: LF 10
Für den westlichen Innenstadtbereich zuständig ist die Löschabteilung West. Die 30 Mitglieder umfassende Truppe übernimmt jährlich gut 120 Einsätze.
Über den Einsatzdienst hinaus beteiligt sich die LA West an den Brandsicherheitswachen auf der Schüco-Arena, dem Stadttheater und der Stadthalle. Außerdem kann die LA West bei Großschadensereignissen eine Bereitschaft auf der Hauptwache stellen.
Dafür stehen ihnen zwei Einsatzfahrzeuge zur Verfügung.
Fahrzeuge: LF 10, MTF
Die Löschabteilung Hoberge-Uerentrup verfügt über 17 Kameraden mit einem LF 10 als Einsatzfahrzeug und ein MTF. Regelmäßig übernehmen sie auch den Brandsicherheitsdienst in der Rudolf-Oetker-Halle.
Fahrzeuge: LF 10, MTF
Ebenfalls mit zwei Fahrzeugen war die Löschabteilung Kirchdornberg, gegründet 1887 ausgestattet.
Die Mitgliederzahl betrug 14 Personen.
Fahrzeuge: TLF 8/18, LF 8.
Die Löschabteilung wurde Ende Februar 2014 geschlossen.
Rund 50 bis 60 Einsätze zählten die 27 Kameraden der Löschabteilung Schildesche in den vergangenen Jahren. Daneben betreut die 1884 gegründete Feuerwehr auch das jährliche Osterfeuer und stellt mehrere Brandsicherheitswachen im Stadttheater und in der Seidenstickerhalle. Zudem ist die Abteilung beim jährlichen Stiftsmarkt aktiv.
Fahrzeug: LF 10
Die Löschabteilung Vilsendorf umfasst 34 Mitglieder, zwei Einsatzwagen und ein Ausbildungsfahrzeug. Des Weiteren ist die Jugendfeuerwehr West-Vilsendorf im Feuerwehrhaus der LA Vilsendorf stationiert mit einem LF 16 (altes Fahrzeug der LA Theesen).
Fahrzeuge: LF 20/16 (Mercedes-Atego Bj. 2010), LF 20 KatS (löste 2020 das LF 8/6 ab)

### Brandschutzbezirk Ost
Die Löschabteilung Altenhagen sichert den Stadtteil Altenhagen. Außerdem betreut sie ein Teilstück der BAB 2. Für diese Aufgaben stehen 26 aktive Mitglieder zur Verfügung. Im Jahr 2009 konnte die Löschabteilung ein neues Feuerwehrhaus mit drei Fahrzeugstellplätzen beziehen.
Fahrzeuge: HLF 20/16 (MAN-TGM / Rosenbauer 2012), MTF
Für den jenseits des Sparrenbergs gelegenen Stadtteil Gadderbaum ist die 32 Mitglieder starke Löschabteilung Gadderbaum-Bethel zuständig. Sie verfügen über drei Einsatzfahrzeuge. Die Löschabteilung ist Schwerpunktmäßig für die zahlreichen Krankenhäuser, Behinderteneinrichtungen und Pflegeheime der Bodelschwingschen Anstalten Bethel zuständig. Sie ist in der heutigen Konstellation noch sehr jung, da sie im Jahr 2005 durch die Fusion der beiden Löschabteilungen Gadderbaum und Bethel hervorgegangen ist.
Fahrzeuge: LF 20/10, MTF, LF 10
Die Löschabteilung Hillegossen wird jährlich zu gut 100 Einsätzen alarmiert. Die meisten Einsätze der Löschabteilung Hillegossen sind auf der Autobahn 2 (Richtung Dortmund und Hannover). Darüber hinaus sind die 25 Einsatzkräfte auch für die Stadtteile Hillegossen, Oldentrup und Stieghorst zuständig. Die LA Hillegossen hat folgende Fahrzeuge: HLF 10 Mercedes-Benz, Aufbau Ziegler, Baujahr 2016, LF 10 Mercedes-Benz, Aufbau Ziegler, Baujahr 2020, KEF Mercedes-Benz Sprinter, Aufbau Wagener-Technik, Baujahr 2023, MTF Hyundai Galopper, Ausbau Eigen, Baujahr 1999. Seit 2023 ist der RW 1 Mercedes-Benz Unimog, Baujahr 1996 außer Dienst gestellt. So wie der RW 1 damals, dient das KEF hauptsächlich der Absicherung der Einsatzstelle auf der Autobahn. Mit dem MTF zusammen wird es jedoch bei Großereignissen „Unwetter“ durch den Modulsatz „Unwetter/Pumpen“ als eigenständiges Einsatzmittel eingesetzt.
Die zwei Fahrzeuge der Löschabteilung Milse werden von 34 Mitgliedern genutzt. Sie betreuen den Ortsteil Milse und Baumheide.
Fahrzeuge: LF 10, LF 20/16, GW L2
Durch ihre Zuständigkeit für den Stadtbezirk Mitte umfasst der Einsatzbereich der Löschabteilung Innenstadt auch besondere Objekte wie U-Bahn-Stationen und Krankenhäuser. Die 24 Mitglieder rücken jährlich zu rund 110 Einsätzen aus.
Für das gesamte Stadtgebiet stellt die Sonderwache ABC-Erkundung im Rahmen des ABC-Schutzes  eine Dekontaminationskomponente für Personen und Geräte. Die Sonderwache ABC-Erkundung ist ein Teil des ABC-Zuges der Stadt Bielefeld.
Des Weiteren ist die Jugendfeuerwehr Mitte im Feuerwehrhaus der LA Innenstadt stationiert mit einem LF 16 (altes Fahrzeug der LA Innenstadt).
Fahrzeuge: LF 10, MTF
Die im Jahr 1881 gegründete Löschabteilung Ost war bis 2019 für den Bielefelder Osten verantwortlich. Die 23 Mitglieder umfassende Mannschaft wurde jährlich zu rund 40 Einsätzen im Brand- und Hilfsdienst gerufen. Außerdem gehörte die Löschabteilung dem ABC-Zug der Stadt Bielefeld an.
Fahrzeuge: LF 20/16 (Mercedes-Atego BJ. 2010), MTF.
2019 wurde die LA Ost aufgelöst und in deren Standort zog die Sonderwache ABC-Erkundung ein.
Insgesamt 41 aktive Mitglieder und vier Einsatzfahrzeuge betreuen den Stadtteil Ubbedissen, Teile von Hillegossen sowie einen Abschnitt der Bundesautobahn 2. Gegründet wurde die Löschabteilung Ubbedissen 1905. Sie arbeitet jährlich ca. 40 bis 50 Einsätze ab.
Fahrzeuge: TLF 16/25, HLF 20/16 (MAN-TGM/Rosenbauer 2012), DLK 23/12, MTF
Zu etwa 30 Einsätzen jährlich werden die 40 Mitglieder der Löschabteilung Brake gerufen. Zusätzlich zu ihren Brandschutzaufgaben betreut die LA Brake den Abrollbehälter Rettungsdienst der Berufsfeuerwehr als Maschinisten und sie führt ein aufblasbares Zelt in den Einsatz. Damit wird bei einem MANV (Massenanfall von Verletzten, Erkrankten und Betroffenen) die technisch-logistische Unterhaltung eines der Behandlungsplätze (BHP) durchgeführt. Die medizinische Unterhaltung übernimmt Personal der ASB DRK JUH Rettungsdienst Bielefeld gGmbH sowie der daran beteiligten Hilfsorganisationen.
Fahrzeuge: LF 20 KatS, LF 20/16 (MAN-TGM / Rosenbauer 2012), MTF
Die Stadtteile Heepen, Baumheide, Oldentrup, Brönninghausen und ein Teilabschnitt der Autobahn 2 fallen in den Zuständigkeitsbereich der 47 Mitglieder starken Löschabteilung Heepen. Sie verfügt über sechs Einsatzfahrzeuge und arbeitet ca. 95 Einsätze im Jahr ab.
Ferner wird der im Jahr 2006 neu beschaffte Abrollbehälter Einsatzleitung (AB-EL) der Berufsfeuerwehr Bielefeld im logistischen Bereich (Aufbau, technische Inbetriebnahme) von der Löschabteilung im Einsatzfall betreut. Dieses Verfahren hat sich während der Fußball-Weltmeisterschaft 2006 sowie bei diversen Großeinsätzen bewährt. Die Einsätze selbst werden dann durch Leitstellendisponenten der Berufsfeuerwehr Bielefeld koordiniert.
Fahrzeuge: HLF 10, TLF 3000, LF 20 KatS, SW 2000, KEF, MTF
29 Mitglieder umfasst die Löschabteilung Lämershagen im Südosten der Stadt Bielefeld.
Fahrzeuge: TLF 16/25 mit TS, LF 10/6
Die Löschabteilung Sieker ist für den gleichnamigen Stadtteil zuständig und für Teile von Stieghorst und Mitte, mit einigen Krankenhäusern und Pflegeeinrichtungen. An der Stelle des alten Feuerwehrhauses ist im Jahr 2011 eine neue Unterkunft mit drei Fahrzeugstellplätzen und Schulungsraum errichtet worden. Drei Fahrzeuge stehen den 35 Feuerwehrleuten zur Verfügung: LF 10 (2015), MTF (2019) und TLF 3000St (2020).

### Brandschutzbezirk Süd
Für den Stadtbezirk Brackwede, ist die Löschabteilung Brackwede zuständig. Die 43 Mitglieder betreuen jährlich rund 130 Brand- und Hilfseinsätze, zudem sind sie auch bei Tunneleinsätzen im Bereich der Stadtbahn im Einsatz. Sie verfügen über sechs Einsatzfahrzeuge, darunter eine DLK 23/12. Außer der Löschabteilung Brackwede verfügt nur noch die Löschabteilung Ubbedissen in den Reihen der Freiwilligen Feuerwehr über eine moderne DLK 23/12. Des Weiteren ist die Jugendfeuerwehr Süd im Feuerwehrhaus der LA Brackwede stationiert mit einem LF 16 (altes Fahrzeug der LA Schildesche).
Fahrzeuge: HLF 20/16, TLF 3000ST, DLK 23/12, MTF, GW L2, Anhänger Strom
Die 45 aktiven Kameraden der Löschabteilung Kupferhammer stellen den Brandschutz in Teilen der Stadtbezirke Brackwede, Quelle und Ummeln sicher. Im Jahr 1793 als Werkfeuerwehr gegründet, im Jahr 1880 als diese anerkannt, in den 1970er Jahren dann von der Werkfeuerwehr Möller Werke zu einem Löschzug der Stadt Brackwede umfunktioniert und später nach der Eingemeindung Brackwedes in die Feuerwehr Bielefeld integriert, liegt der Schwerpunkt der Einsätze heute deutlich außerhalb des Werkgeländes der Möller Group. Der eher kleinere Löschbezirk ist stark von gewerblich genutzten Flächen geprägt und bietet mit Teilen des Südrings, einem Stück des Ostwestfalendammes (Stadtautobahn) und dem Autobahnabschnitt der BAB 33 zwischen Brackwede und Abfahrt Senne (Buschkampstraße), sowie zwischen Auffahrt Brackwede und Abfahrt Steinhagen, ein sehr hohes Verkehrs- und Güteraufkommen. Diese Einheit arbeitet durchschnittlich zwischen 40 und 90 Einsätze im Jahr ab.
Fahrzeuge: LF 10, LF 20 KatS, RW 1 (Absicherung Autobahn)
Den flächenmäßig größten Löschbezirk betreuen die 45 Mitglieder der Löschabteilung Senne. Sie verfügen über sieben Einsatzfahrzeuge und sind personell außerdem in der Lage Sonderfahrzeuge der Feuerwache Süd, welche direkt neben dem Feuerwehrhaus liegt, zu besetzen. Diese Löschabteilung zeichnet sich im Einsatzfall ganz besonders durch kurze Ausrückzeiten und viel Einsatzpersonal aus.
Fahrzeuge: LF 10, LF 20, LF 20 KatS, RW 2, TLF 4000, MTF, KEF (RW wurde 2023 außer Dienst gestellt.).
Die Stadtteile Ummeln und Holtkamp werden von der Löschabteilung Ummeln betreut. Die 26 Mitglieder kümmern sich jährlich um rund 30 Einsätze. Es stehen ihnen drei Einsatzfahrzeuge zur Verfügung.
Fahrzeuge: HLF 20, LF 20 KatS (MAN-TGM, Lentner, 2016), MTF
Insgesamt 38 Mitglieder (davon 6 Kameradinnen) umfasst die aktive Einsatzabteilung der Löschabteilung Eckardtsheim, 16 Mitglieder umfasst die Ehrenabteilung. Ihnen stehen drei Einsatzfahrzeuge zur Verfügung. Sie arbeiten im Jahr zwischen 60 und 70 Einsätze ab. Einen kleinen Schwerpunkt im Löschbezirk stellen die vielen Alten-, Pflege- und Behinderteneinrichtungen dar. Häufig wird die Löschabteilung auch zu technischen Hilfeleistungen und Gefahrguteinsätzen in die nahe gelegenen Industriegebiete alarmiert. Eine hohe Tagesverfügbarkeit der ehrenamtlichen Kräfte zeichnet diese Abteilung unter anderem aus.
Fahrzeuge: LF 10, LF 20 KatS (MAN-TGM, Ziegler-2016), MTF, Dekon-P
Zuständig für den Stadtteil Quelle, Teile des Teutoburger Waldes und Teile des Ostwestfalendamms, ist die eine Frau und 36 Mann starke Truppe der Löschabteilung Quelle. Sie verfügen über drei Einsatzfahrzeuge und haben im Jahr zwischen 25 und 35 Einsätze. Eines der ehemals vier Einsatzfahrzeuge (eine DL 18 aus dem Jahr 1959) wurde viele Jahre von den Kameraden mit viel Liebe und Sorgfalt unterhalten. Da sie technisch noch einwandfrei war, fuhr sie sogar noch zu Einsätzen mit heraus. Einige Einsätze ließen sich sogar besser mit ihr als mit einer neuen DLK 23/12 bewältigen, da auch schmale Hinterhöfe und kleine Aufstellflächen kein Problem darstellten. Weil die DL 18 für die Leitung der Berufsfeuerwehr nicht mehr in das Bild einer modernen und technisch schlagkräftigen Feuerwehr passte, wurde das inzwischen 50 Jahre alte Fahrzeug 2009 ausgemustert und von dem ortsansässigen Oldtimerclub erworben. Ein weiteres Highlight der Löschabteilung Quelle ist der 20 Meter hohe Schlauchturm. Bis Anfang der 1970er Jahre war hier die Schlauchpflege für den gesamten Altkreis Bielefeld untergebracht. In Hochzeiten hingen bis zu 23 km Schlauchmaterial im Turm zum Trocknen und rund 700 Schläuche wurden gelagert. Heute reinigen die Queller nur noch ihre eigenen Schläuche, die restlichen 28 Abteilungen tauschen ihre Schläuche bei der Berufsfeuerwehrwache am Stadtholz. Jedoch wird dieses Wahrzeichen in Quelle früher oder später verschwinden, da Platz für ein moderneres Feuerwehrhaus geschaffen werden muss, da schon im Jahr 1996 ein TLF besonders für die Fahrzeughalle verkleinert werden musste, da diese mit einer Höhe von gut 3 m nicht mehr den Anforderungen genügt, die die neuen Feuerwehrfahrzeuge stellen.
Fahrzeuge: HLF 20, LF 20 KatS, MTF
Die 37 Mitglieder umfassende Löschabteilung Sennestadt ist für den gleichnamigen Stadtteil zuständig. Sie verfügt über 7 Einsatzfahrzeuge. Einen Schwerpunkt der jährlich zwischen 140 und 170 Einsätze stellen die Bundesautobahnen A 2 und A 33 mit dem dazugehörigen Autobahnkreuz dar.
Fahrzeuge: HLF 20, LF 20 KatS, TLF 2000, SW 2000, MTF

## Feuerwehr-Musikzug
Der Feuerwehr-Musikzug der Stadt Bielefeld wurde im Jahr 1956 gegründet. Er ist ein musikalisch vielseitiges Orchester von moderner Unterhaltungsmusik und traditioneller Blasmusik. Aufgabe ist die musikalische Unterhaltung insbesondere bei Feuerwehrveranstaltungen. Aktuell umfasst der Musikzug rund 40 Mitglieder.